# Pedro de Alcântara (compositor)
Pedro de Alcântara (Rio de Janeiro, Rio de Janeiro, 21 de agosto de 1866 – Sete Lagoas, Minas Gerais, 29 de agosto de 1929) foi um flautista e compositor brasileiro. Ficou conhecido pela polca Choro e Poesia, que ganhou o título Ontem ao Luar ao levar a letra de Catulo da Paixão Cearense.

## Biografia
Iniciou a carreira apresentando-se nos cinemas do Rio de Janeiro, como o Odeon, Americano e Atlântico. Compôs, em 1907, a música Choro e Poesia, que inicialmente era chamada de Dores do Coração. A gravação veio em 1911, pela Casa Edison.
Em 1913, a música recebeu a letra de Catulo da Paixão Cearense, à revelia de Alcântara, ganhando o título Ontem ao Luar. A música foi gravada por Vicente Celestino, em 1918.
Pedro fez em 1912 uma série de gravações ao lado de Ernesto Nazareth interpretando as polcas Choro e Poesia, de sua autoria, e Linguagem do Coração, de Joaquim Calado, e os tangos Favorito e Odeon, estas de autoria de Nazareth. Faria apresentações até 1929, quando fez um recital em Sete Lagoas. Faleceu poucos dias depois dessa apresentação, na mesma cidade.
O compositor só voltaria às manchetes na década de 1970, quando a imprensa percebeu a semelhança de Ontem ao Luar com o tema do filme Love Story. Após a revista O Cruzeiro publicar que a canção era de autoria apenas de Catulo da Paixão Cearense, a neta de Pedro de Alcântara, Heloísa Alcântara Bernardi foi à redação da publicação para esclarecer que a música tem a melodia de seu avô.
Heloísa passou a lutar pelo reconhecimento da música, após José Martins de Moraes Guimarães, conhecido como Guimarães Martins, ter adquirido os direitos patrimoniais da obra de Catulo. Em 1972, ela foi à Justiça para tentar reaver os direitos da música. A Justiça restabeleceu a autoria da polca em 1976.

Desde a década de 1970, Ontem ao Luar ganhou regravações, como nos discos de Fafá de Belém e Paulinho Nogueira. A música também aparece na versão ao vivo do álbum Memórias, Crônicas e Declarações de Amor, de Marisa Monte.